# Пепенин, Зосима Алексеевич
Зосима Алексеевич Пепенин (25 сентября [7 октября] 1888, Яранский уезд, Вятская губерния — 2 ноября 1937, Карлаг, Карагандинская область) — священник, святой Русской православной церкви, причислен к лику святых как священномученик в 2000 году для общецерковного почитания.

## Биография
Родился 25 сентября 1888 года в крестьянской семье в д. Пепенино . Учился в церковноприходской школе. В юности в течение года был послушником в одном из монастырей.
В 1913 году окончил Иркутскую духовную семинарию. Женился на дочери иркутского протоиерея Михаила Чирцева. В период с 1913 по 1917 год служил священником в селе Борисовском под Барнаулом (Томская губерния).

### Первый арест
Впервые арестован в апреле 1921 года; приговорён к заключению в Барнаульской тюрьме. Освобождён в 1922 году за примерную работу в тюремной сапожной мастерской. До 1923 года служил священником в селе Борисовском.

### Второй арест
Второй раз арестован в 1922 году за неуплату повышенного налога, предназначенного для священнослужителей. Освобождён из заключения в 1924 году «за примерную работу». После освобождения некоторое время служил в селе Борисове, затем в 1925 году переехал в Иркутск и вскоре в Москву. С 1925 по 1927 год служил настоятелем и единственным священником в церкви села Козы, ныне Первомайского района Ярославской области, затем священником в городе Любиме Ярославской области. С 1928 по 1929 год служил священником храма Рождества Богородицы в селе Шапкино Ковровского района Владимирской области (ныне Савинский район Ивановской области). С 1929 по 1935 годы — священник храма Рождества Богородицы в селе Крылатском.

### Третий арест
Третий раз арестован в апреле 1935 года в Великую Субботу. 11 октября приговорён Особым совещанием при НКВД СССР по статье 58-10 Уголовного кодекса РСФСР к трём годам лишения свободы по обвинению в антисоветской агитации. Первые восемь месяцев заключения провёл в Бутырской тюрьме. Затем был отправлен в Карлаг (Карагандинская область, Казахстан), где отбывал наказание в селе Долинском до 19 сентября 1937 года.

### Последний арест и мученическая кончина
Четвёртый раз арестован 19 сентября 1937 года в Карлаге в день освобождения по обвинению в том, что «…поддерживая тесные отношения с враждебно настроенными к советской власти и советскому правительству заключенными, проводил агитационную работу, говоря, что при царе Николае рабочему классу жилось лучше».
Постановлением тройки УНКВД по Карагандинской области от 31 октября 1937 года приговорён к расстрелу по ст. 58 п. 10—11 за «антисоветскую монархическую агитацию». Расстрелян 2 ноября 1937 года в селе Долинском (Долинке) Карагандинской области; место погребения неизвестно.
Реабилитирован прокуратурой и Управлением КГБ по Карагандинской области 30 декабря 1957 года, заключением прокуратуры Москвы 2 декабря 1989 года.

## Канонизация
Причислен к лику святых новомучеников и исповедников Российских для общецерковного почитания деянием Юбилейного Архиерейского собора Русской православной церкви, проходившего 13—16 августа 2000 года в Москве.
День памяти: 20 октября/2 ноября и в Соборе новомучеников и исповедников Российских.

## Комментарии
1. ↑  Деревня Пепенино (Пепеничи, Тумбарцев), относившаяся к Пиштанской, в 1920-е годы — к Яранской волости Яранского уезда, в последующем входила в состав Абрамычевского сельсовета Яранского района Кировской области; не сохранилась[3].